# Пріянка Чопра
Пріянка Чопра (англ. Priyanka Chopra, гінді प्रियंका चोपड़ा; нар. 18 липня 1982, Джамшедпур) — індійська модель та акторка, Міс Світу 2000.

## Життєпис
Народилась 18 липня 1982 році у Джамшедпурі, Індія, у сім'ї військових лікарів Ашока і Мадху Чопра. Сім'я часто переїжджала: з Ладакха до Керала, потім до Мумбаї та Джамшедпура.

## Кар'єра
2000 року Пріянка Чопра здобула титул Віцеміс Індія. У 18 років стала Міс Світу.
2002 року почала акторську кар'єру в Болівуді фільмом Andaaz (2003). В кіно дебютувала 2002 року в тамільському фільмі «Thamizhan».
У 2004 році працювала у фільмі Aitraaz з Акшаєм Кумаром та Кариною Капур.
2011 року виконала головну жіночу роль у фільмі Don 2: The King is Back з Шахрукх Ханом.
2013 року зняла відеокліп Exotic за участю співака Pitbull

## Пріянка Чопра та Україна
У 2022 році під час повномасштабного вторгнення Росії на територію України  підтримала українців, зокрема дітей війни. На своїй сторінці Instagram вона висловила обурення стосовно вимушено проведеного дитинства під землею через постійні обстріли країни-агресора. Також Чопра закликала своїх підписників до фінансової допомоги українським сім’ям, що постраждали від воєнних дій Росії. 

## Фільмографія
| Рік       |    | Українська назва                    | Оригінальна назва                         | Роль |
| --------- | -- | ----------------------------------- | ----------------------------------------- | --- |
| 2002      | ф  | Народжені перемагати                | Thamizhan                                 | Priya |
| 2003      | ф  | Герой                               | Hero: Love Story of a Spy, The            | Shaheen Zakaria |
| 2003      | ф  | Любов над хмарами                   | Andaaz                                    | Jiya Singhania |
| 2004      | ф  | У пошуках удачі                     | Plan                                      | Rani |
| 2004      | ф  | По волі долі                        | Kismat                                    | Sapna Gosai |
| 2004      | ф  | Місія у Цюриху                      | Asambhav                                  | Alisha |
| 2004      | ф  | Виходь за мене заміж                | Mujhse Shaadi Karogi                      | Rani Singh |
| 2004      | ф  | Протистояння                        | Aitraaz                                   | Mrs. Sonia Roy |
| 2005      | ф  | Наодинці з сином                    | Blackmail                                 | Mrs. Rathod |
| 2005      | ф  | Доля у твоїх руках                  | Karam                                     | Shalini |
| 2005      | ф  | Наперегонки з часом                 | Waqt: The Race Against Time               | Pooja 'Mitali' |
| 2005      | ф  | Згадати все                         | Yakeen                                    | Simar N. Oberoi |
| 2005      | ф  | І піде дощ...                       | A Sublime Love Story: Barsaat             | Kajal |
| 2005      | ф  |                                     | Bluffmaster!                              | Simran "Simmi" Ahuja |
| 2006      | ф  | Таксі №9211                         | Taxi No. 9 2 11: Nau Do Gyarah            | Driver |
| 2006      | ф  | Казино Чайна - Таун "36"            | 36 China Town                             | Karan's wife |
| 2006      | ф  | Чужий                               | Alag: He Is Different.... He Is Alone     | Special Appearance |
| 2006      | ф  | Крріш                               | Krrish                                    | Priya |
| 2006      | ф  | Заради тебе                         | Aap Ki Khatir                             | Anu A. Khanna |
| 2006      | ф  | Дон. Глава мафії                    | Don                                       | Roma |
| 2007      | ф  |                                     | Salaam-E-Ishq                             | Kamna 'Kamini' |
| 2007      | ф  | Старший брат                        | Big Brother                               | Aarti D. Gandhi / Aarti D. Sharma |
| 2008      | ф  | Любов 2050                          | Love Story 2050                           | Sana Bedi / Zeisha |
| 2008      | ф  | О Боже, ти великий!                 | God Tussi Great Ho                        | Alia Kapoor |
| 2008      | ф  | Дрона                               | Drona                                     | Sonia |
| 2008      | ф  | У полоні моди                       | Fashion                                   | Meghna Mathur |
| 2008      | ф  | Близькі друзі                       | Dostana                                   | Neha Melwani |
| 2008      | ф  | Чамку                               | Chamku                                    | Shubhi |
| 2009      | ф  | Негідники                           | Kaminey                                   | Sweety Shekhar Bhope |
| 2009      | ф  | Хто ти по знаку зодіака?            | What's Your Raashee?                      | Anjali / Sanjana Rasikbhai Shah / Kajal Thakkar / Hansa Parekh / Rajni Parmar / Chandrika / Mallika Desai / Dr. Pooja Garodia / Vishaka Indravadan Zaveri / Bhavna Hasmukhbhai Shukla / Jhankhana / Nandini Mansukhlal Desai |
| 2010      | ф  | Кохання неможливе                   | Pyaar Impossible!                         | Alisha Merchant |
| 2010      | ф  | Незнайомець та незнайомка           | Anjaana Anjaani                           | Kiara |
| 2011      | ф  | Сім чоловіків                       | 7 Khoon Maaf                              | Susanna Anna-Marie Johannes |
| 2012      | ф  | Ра. Один Ra.One                     |                                           | |
| 2011      | ф  | Дон. Глава мафії 2                  | Don 2: The Chase Continues                | Roma |
| 2012      | ф  |                                     | Agneepath                                 | Kaali |
| 2012      | ф  |                                     | Barfee                                    | |
| 2012      | ф  |                                     | Teri Meri Kahaani                         | |
| 2013      | ф  |                                     | Krrish 3                                  | Priya Mehra |
| 2013      | ф  | Літачки                             | Planes                                    | Ішані (голос) |
| 2014      | ф  |                                     | Mary Kom                                  | Mary Kom |
| 2015      | ф  |                                     | Dil Dhadakne Do                           | Ayesha Mehra |
| 2015      | ф  |                                     | Girl Rising India: Woh Padhegi, Woh Udegi | |
| 2015      | ф  | Баджірао Мастані                    | Bajirao Mastani                           | Kashibai |
| 2016      | ф  |                                     | Jai Gangaajal                             | SP Abha Mathur |
| 2016      | ф  | Книга джунглів                      | The Jungle Book                           | Каа (голос в індійській версії) |
| 2017      | ф  | Рятувальники Малібу                 | Baywatch                                  | Вікторія Лідс |
| 2016—2018 | с  | Квантіко                            | Quantico                                  | Алекс Періш (головна роль) |
| 2019      | ф  | Хіба це не романтично               | Isn't It Romantic                         | Ізабелла |
| 2019      | кф | Jonas Brothers - Sucker (відеокліп) |                                           | |
| 2019      | ф  | Небо — рожеве                       | гінді द स्काई इज़ पिंक, англ. The Sky Is Pink  | Адіті Саудхарі, мати Аіши |
| 2020      | ф  | Ми можемо бути героями              | We Can Be Heroes                          | Міс Ґранада |
| 2021      | ф  | Матриця: Воскресіння                | The Matrix Resurrections                  | Саті |
| 2023      | ф  | Цитадель                            | Citadel                                   | агент Цитаделі Наді Сінг |
| 2023      | ф  | Кохай знову                         | Love Again                                | Міра Рей |
| 2025      | ф  | Глави держав                        | Heads of State                            | Ноель Біссет |

## Родина
Одружена з американським актором Ніком Джонасом. Весілля тривало цілий тиждень на початку грудня 2018 року.